# Juan Carlos Ablanedo
Juan Carlos Ablanedo Iglesias (ur. 2 września 1963 w Mieres) – piłkarz hiszpański grający na pozycji bramkarza.

## Kariera klubowa
Ablanedo pochodzi z Asturii. Przez całą swoją piłkarską karierę związany był z jednym zespołem, Sportingiem Gijón, w którym występował wraz z bratem José Luisem. W 1982 roku stał się członkiem pierwszej drużyny Sportingu, a w jej barwach zadebiutował 2 stycznia 1983 w wygranym 1:0 domowym spotkaniu z Espanyolem Barcelona. W sezonie 1984/1985 stał się pierwszym bramkarzem drużyny i wtedy też doprowadził Sporting do wysokiego 4. miejsca w lidze. Sukces ten powtórzył także w 1987 roku, ale w kolejnych sezonach klub z Gijón spisywał się słabiej. W latach 1995–1998 bronił się ze Sportingiem przed spadkiem do Segunda División i ostatecznie przeżył degradację w sezonie 1997/1998, a następnie zakończył piłkarską karierę. W barwach Sportingu rozegrał 399 ligowych spotkań.

## Kariera reprezentacyjna
W reprezentacji Hiszpanii Ablanedo zadebiutował 24 września 1986 roku w wygranym 3:1 meczu z Grecją. W 1990 roku został powołany przez Luisa Suáreza do kadry na Mistrzostwa Świata we Włoszech. Tam był rezerwowym dla Andoniego Zubizarrety i nie wystąpił w żadnym spotkaniu. Ostatni mecz w kadrze narodowej rozegrał w 1991 roku przeciwko Portugalii (1:1). W reprezentacji zagrał 4 razy.